# Oh Hye-ri
Oh Hye-ri (hangŭl: 오혜리) (30 aprile 1988) è una taekwondoka sudcoreana.
In carriera vanta una medaglia d'oro nella categoria 67 kg ai Giochi olimpici di Rio de Janeiro 2016. È la terza coreana a riuscirci in tale divisione di peso, dopo Lee Sun-hee (2000) e Hwang Kyung-seon (2008 e 2012).

## Palmarès
- Giochi olimpici

Rio de Janeiro 2016: oro nei 67 kg.
- Mondiali

Gyeongju 2011: argento nei 73 kg.
Chelyabinsk 2015: oro nei 73 kg.